# Ґздув
Ґздув (пол. Gzdów) — село в Польщі, у гміні Пуща-Марянська Жирардовського повіту Мазовецького воєводства.
У 1975-1998 роках село належало до Скерневицького воєводства.